# Armeńska Giełda Papierów Wartościowych
Armeńska Giełda Papierów Wartościowych (ang. Armenia Securities Exchange, AMX) – giełda papierów wartościowych w Armenii; zlokalizowana w stolicy kraju – Erywaniu.